# Đại học Leiden
Đại học Leiden, tọa lạc tại thành phố Leiden, là trường đại học lâu đời nhất ở Hà Lan . Đại học Leiden là thành viên của các nhóm: Coimbra Group, Europaeum và Liên hiệp các trường đại học nghiên cứu châu Âu. Trường Đại học Leiden được thành lập năm 1575 bởi William I của Oranje-Nassau, thủ lĩnh của cuộc khởi nghĩa Chiến tranh 80 năm.
Hoàng gia Oranje-Nassau và Đại học Leiden vẫn có một mối quan hệ chặt chẽ. Các nữ hoàng Wilhelmina, Juliana và Beatrix cũng như thái tử Willem-Alexander đã học ở Đại học Leiden. Năm 2005, nữ hoàng Beatrix đã nhận được bằng danh dự từ đại học này.
Đại học Leiden là trường học của nhiều nhà khoa học Hà Lan đã đạt giải Nobel, gồm có Heike Kamerlingh Onnes, Hendrik Lorentz, Pieter Zeeman, và Willem Einthoven.
Ngày nay, Đại học Leiden có 9 khoa, hơn 50 bộ môn và hơn 150 chương trình giáo dục đại học và có danh tiếng quốc tế. Nơi đây có hơn 40 viện nghiên cứu quốc gia và quốc tế.

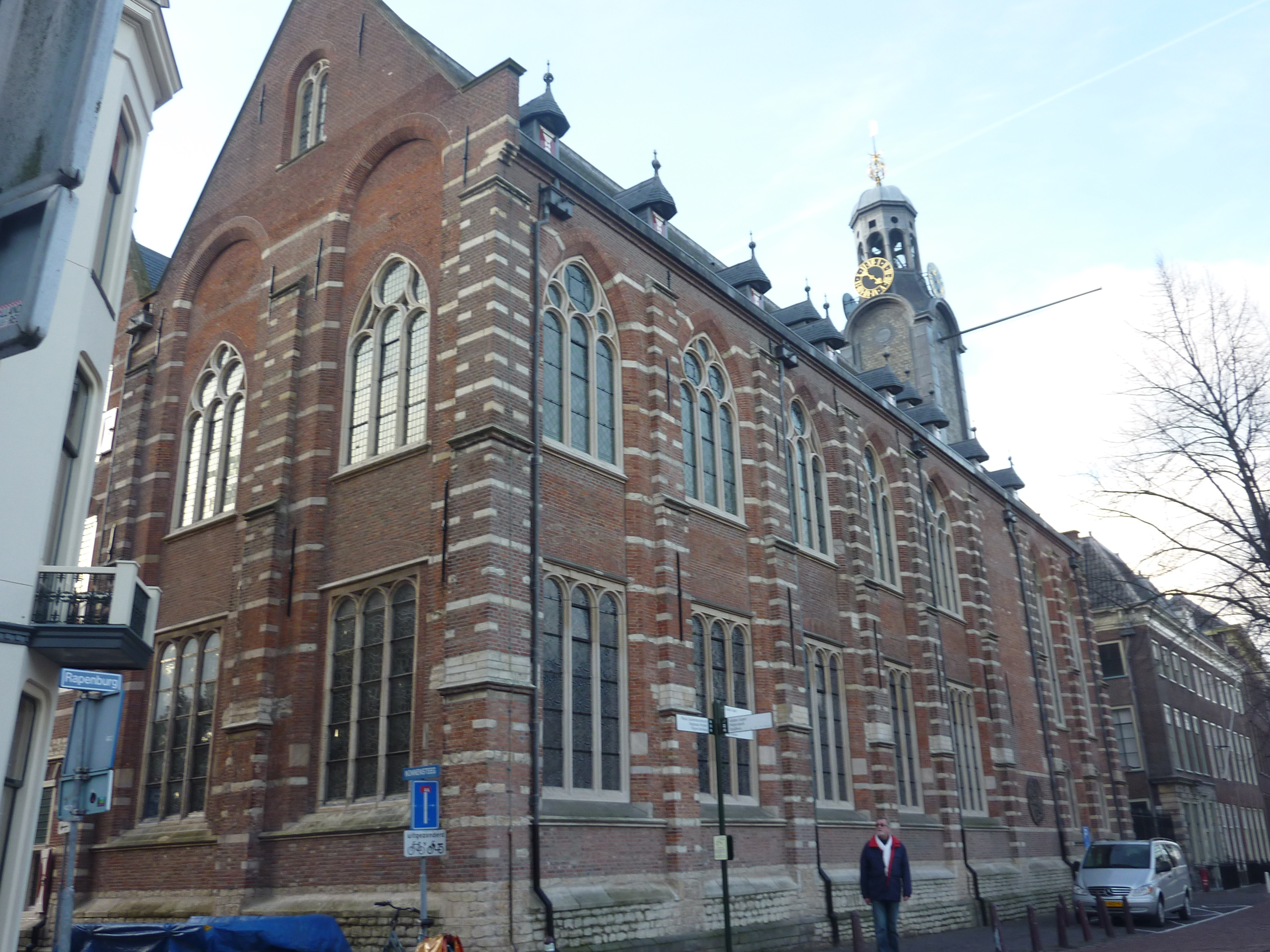
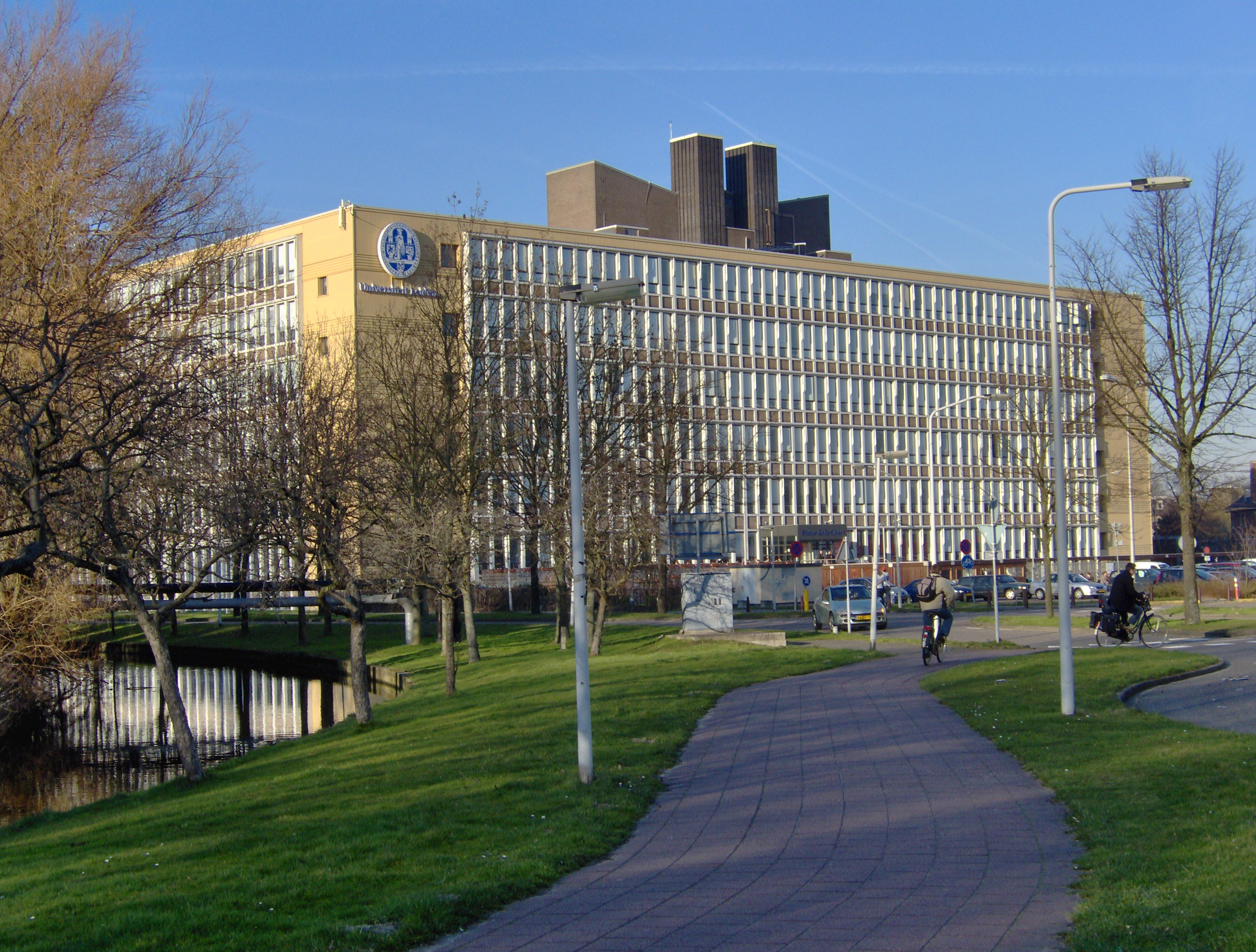
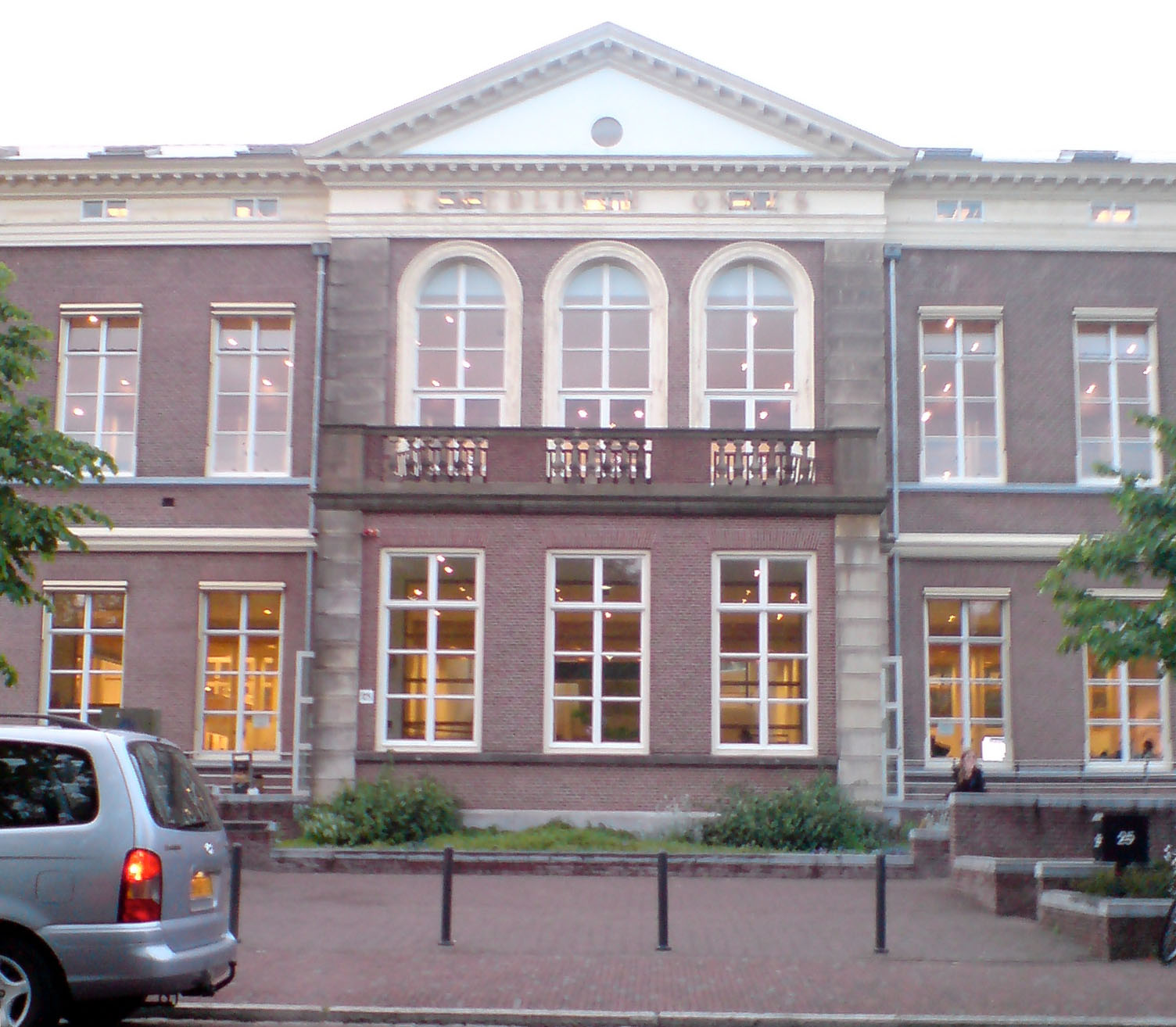
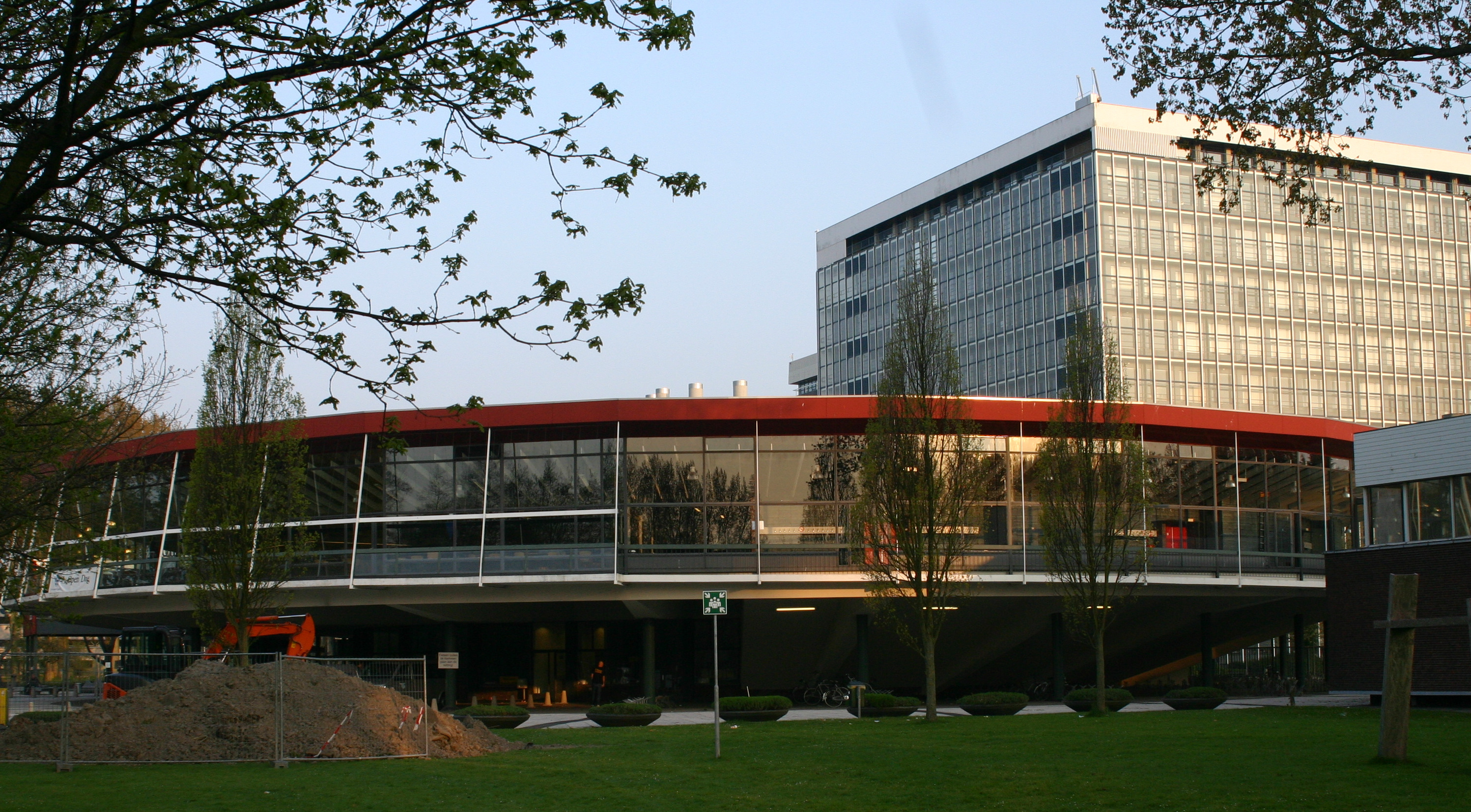
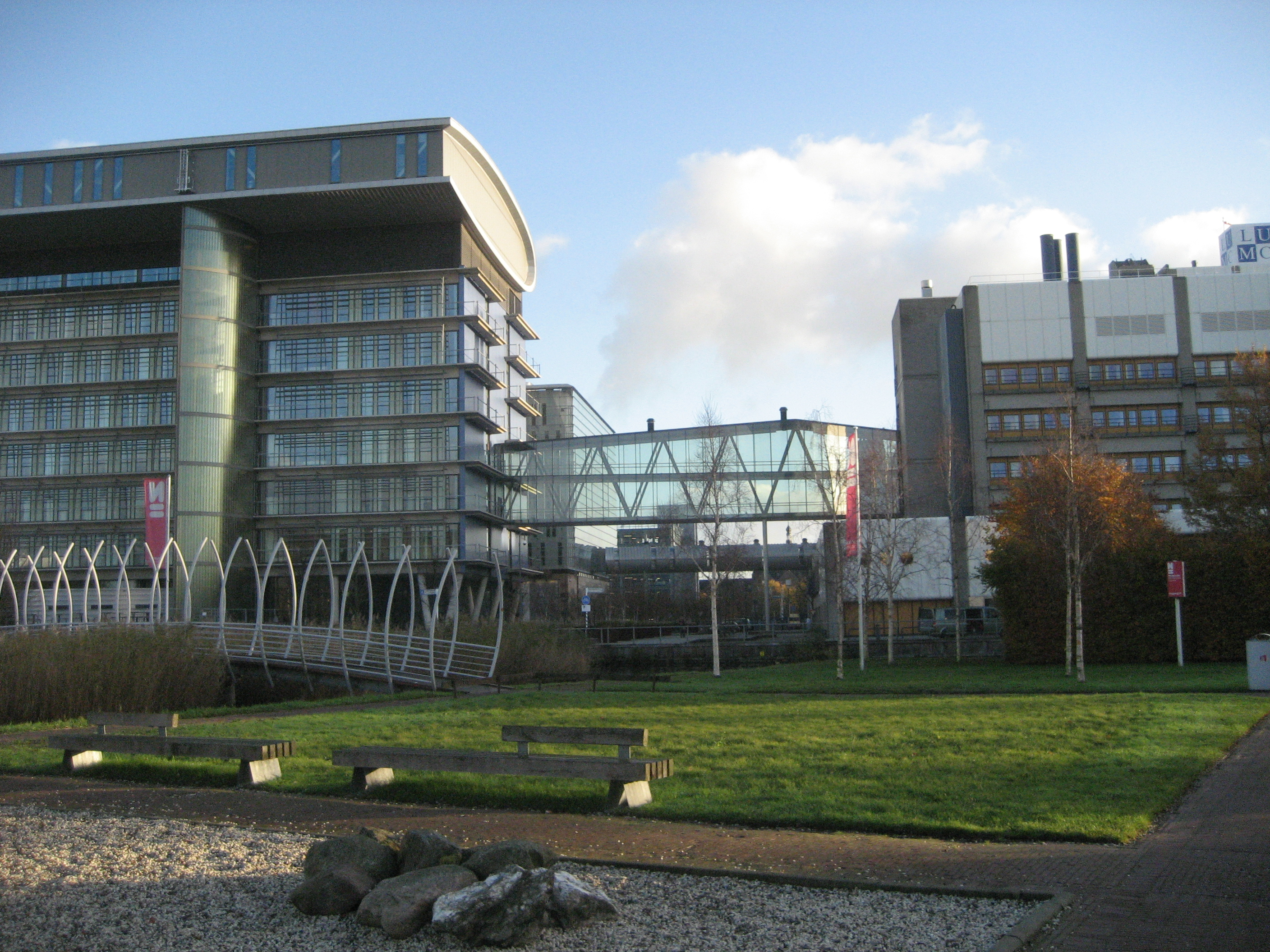
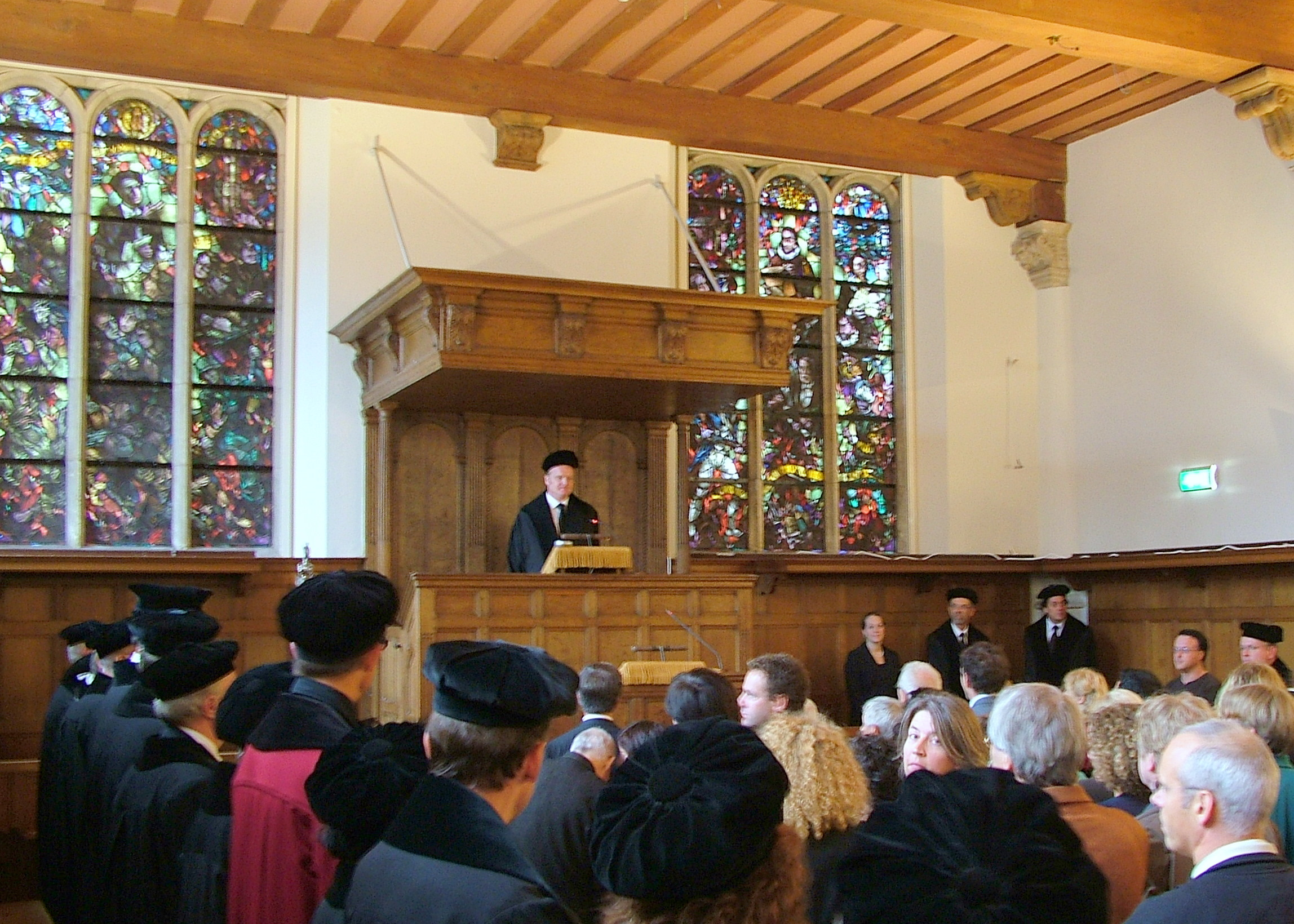
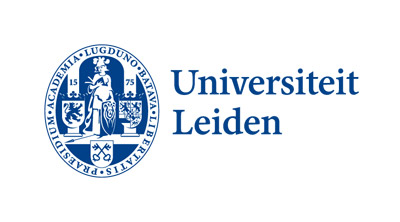

## Liên kết mở rộng
- Đại học Leiden